# James Fargo
James Fargo, nascut el 14 d'agost de 1938 a Republic, Washington, Estats Units, és un director i productor estatunidenc.

## Filmografia
Filmografia:

### Com a director
- Harry l'Executor (The Enforcer 1976)
- Caravans (1978)
- Dur de pelar (Every Which Way but Loose) (1978)
- A Game for Vultures 1979
- Forced Vengeance (Forced Vengeance 1982)
- Tales of the Gold Monkey (sèrie de televisió 1982)

### Com a productor
- Jaws (Jaws, 1975)
- Gable and Lombard (1976)
- El bandoler Josey Wales (The Outlaw Josey Wales, 1976)

### Com a actor
- Riding the Edge 1989: Tarek